# Won't Be Long Now
Won't Be Long Now je čtvrté sólové studiové ablum britské zpěvačky Lindy Thompson, vydané v říjnu roku 2013. Album produkoval Edward Haber a o hudební doprovod se postarali například zpěvaččin bývalý manžel Richard Thompson nebo jejich syn Teddy Thompson. Album vyšlo jak v CD verzi, tak i na vinylové LP desce.

## Seznam skladeb
| Pořadí | Název                                     | Délka |
| ------ | ----------------------------------------- | ----- |
| 1.     | Love's for Babies and Fools               | 3:38  |
| 2.     | Never Put to Sea Boys                     | 3:15  |
| 3.     | If I Were a Bluebird                      | 6:49  |
| 4.     | As Fast as My Feet                        | 3:52  |
| 5.     | Father Son Ballad                         | 3:37  |
| 6.     | Nursery Rhyme of Innocence and Experience | 3:28  |
| 7.     | Mr Tams                                   | 3:42  |
| 8.     | Paddy's Lamentation                       | 3:09  |
| 9.     | Never the Bride                           | 5:01  |
| 10.    | Blue Bleezin' Blind Drunk                 | 2:11  |
| 11.    | It Won't Be Long Now                      | 2:36  |

## Obsazení
- Linda Thompson – zpěv
- Richard Thompson – kytara
- John Doyle – kytara
- Martin Carthy – kytara
- James Walbourne – kytara
- Sam Amidon – kytara, banjo
- Tony Trischka – banjo
- David Mansfield – kytara (Weissenborn), mandolína
- Zak Hobbs – kytara, mandolína
- Jason Crigler – kytara, doprovodné vokály
- Teddy Thompson – kytara, doprovodné vokály
- Eliza Carthy – doprovodné vokály
- Susan McKeown – doprovodné vokály
- Jenni Muldaur – doprovodné vokály
- Amy Helm – doprovodné vokály
- Muna Thompson Mascolo – doprovodné vokály
- Kamila Thompson – doprovodné vokály
- Brad Albetta – baskytara
- Jack Thompson – baskytara
- Jeff Hill – baskytara
- John Kirkpatrick – akordeon
- Garo Yellin – violoncello
- Dave Swarbrick – housle
- Rob Burger – varhany (Hammond)
- Glenn Patscha – varhany (Hammond), klavír
- Gerry Conway – bicí
- Bill Dobrow – perkuse